# Stewart SF01
El Stewart SF01 fue el coche con el que compitió el equipo Stewart en la temporada de Fórmula 1 de 1997, y el primer coche construido por el equipo. Lo conducían Rubens Barrichello y Jan Magnussen, este último que tuvo una breve experiencia en carreras con McLaren en 1995.

## Desarrollo
El SF01 fue el primer auto de Fórmula 1 del equipo, diseñado por Alan Jenkins para que el tres veces campeón de pilotos Jackie Stewart y su hijo Paul ingresaran a la serie después de varios años en fórmulas inferiores como la Fórmula 3. Este fue el primer coche de Fórmula 1 desde el McLaren M26 en 1979 que funcionó con combustible Texaco.

## Historia
En una era en la que muchos equipos más pequeños como Forti, Pacific y Simtek quebraron, y otros como MasterCard Lola cerraron casi de inmediato, el competente primer año de Stewart después de construir un auto desde cero resultó ser un impulso bienvenido para el deporte.
Si bien el coche era lo suficientemente competitivo como para sumar puntos regularmente, con frecuencia se lo impedía debido a una terrible falta de fiabilidad; El equipo sólo se clasificó ocho veces de 34 posibles. La razón principal de esto fueron las dificultades para acoplar el motor Ford con el tanque de aceite del automóvil. Sin embargo, Barrichello consiguió un excelente segundo puesto en Mónaco, el punto culminante de una temporada en la que eclipsó ampliamente a Magnussen.
El equipo acabó noveno en el Campeonato de Constructores, con seis puntos.

## Resultados
(Clave) (negrita indica pole position) (cursiva indica vuelta rápida)

| Año     | Motor    | Neu. | N.º | Pilotos            | 1   | 2   | 3   | 4   | 5   | 6   | 7   | 8   | 9   | 10  | 11  | 12  | 13  | 14  | 15  | 16  | 17  | Puntos | Pos. |
| ------- | -------- | ---- | --- | ------------------ | --- | --- | --- | --- | --- | --- | --- | --- | --- | --- | --- | --- | --- | --- | --- | --- | --- | ------ | ---- |
| 1997    | Ford V10 | B    |     |                    | AUS | BRA | ARG | SMR | MON | ESP | CAN | FRA | GBR | GER | HUN | BEL | ITA | AUT | LUX | JPN | EUR | 6      | 9.º  |
| 1997    | Ford V10 | B    | 22  | Rubens Barrichello | Ret | Ret | Ret | Ret | 2   | Ret | Ret | Ret | Ret | Ret | Ret | Ret | 13  | 14  | Ret | Ret | Ret | 6      | 9.º  |
| 1997    | Ford V10 | B    | 23  | Jan Magnussen      | Ret | Ret | 10  | Ret | 7   | 13  | Ret | Ret | Ret | Ret | Ret | 12  | Ret | Ret | Ret | Ret | 9   | 6      | 9.º  |
| Fuente: |          |      |     |                    |     |     |     |     |     |     |     |     |     |     |     |     |     |     |     |     |     |        |      |